# Usuchčaj
Usuchčaj (in russo Усухчай?; in lingua lesga: Усугъ, Усугъарин хуьр) è un villaggio della Russia situato nel Daghestan. Appartiene al rajon Dokuzparinskij di cui è il centro amministrativo.
Il villaggio si trova ai piedi dei monti Šalbuzdag, Erydag e Gestinkil', sulla riva destra del fiume Samur, alla confluenza dell'affluente Usuchčaj. Si trova 105 km a sud-ovest della città di Derbent e 230 km a sud della città di Machačkala.